# Класифікація підприємств ядерного паливного циклу
Класифікація підприємств ядерного паливного циклу (англ. Categorization of installations) – розподіл за категоріями ядерних і неядерних підприємств ядерного паливного циклу, що використовується МАГАТЕ для планування роботи і звітів про застосування гарантій.
Існують такі категорії:
А: Енергетичні реактори;
В: Дослідницькі реактор та критичні збірки;
С: Конверсійні заводи;
D: Заводи з виробництва палива;
E: Регенераційні заводи (заводи з переробки опроміненого палива);
F: Заводи з збагачування (ізотопного розділення);
G: Окремі сховища;
H: Інші установки;
I: Місця знаходження поза установками;
J: Неядерні установки чи місця знаходження ( стосується тільки угод про гарантії типу INFCIRC/66)